# チェリー・ヒーリング
チェリー・ヒーリング (Cherry Heering) は、サクランボを主原料の1つとして作られる、チェリー・リキュール（チェリー・ブランデー）の銘柄の1つである。類似品のチェリー・リキュールが各社から発売されたため、差別化のためにピーター・ヒーリングと改称していた名残りで、現在でもピーター・ヒーリングと呼ばれる場合がある。

## 概説
チェリー・ブランデーの代表格ともされるので、ブランデーがベースだと誤解されることもあるが、中性スピリッツをベースとして製造されているリキュールである。
大部分のサクランボは種子ごと粉砕して中性スピリッツに浸漬した後に蒸留するという方法で、その味や香りが移されているものの、サクランボの一部は種子を取り除いて、果肉と果汁をアルコール醗酵させて醸造酒にし、これらを混合することで製造されている。混合後、幾つかのスパイスを用いて香味を追加する。その後、2000ガロン以上のホワイトオーク製の樽で、約3年熟成させる。熟成後、シュガーシロップを加え、さらに、水で希釈してアルコール度数を落としたものが製品となる。
製品の液色は、しばしばダークガーネットの色とも表現される、暗く濃い赤色をしている。製品のアルコール度数は加水の結果25度に、エキス分はシロップなどによって38％に調整されている。
このリキュールは、1818年にデンマークのコペンハーゲンにて、ピーター・フレデリック・サム・ヒーリングによって製品化された。その後、1970年代には生産場所をデンマークのダルビー（ダブリン）に移し、ここの自家農園にある13万本余りのサクラの木から収穫されたサクランボを使用して製造するようになった。
チェリー・ヒーリングは、そのままストレートで飲まれる他にも、カクテルに使用されたり、製菓に利用されたりする。
ところで、チェリー・ヒーリングを使ったカクテルとしては、ポーラー・ショート・カットが知られている。このカクテルは1957年にコペンハーゲンと東京とを北極回りで結ぶ航空路線が開設されたことを記念して開かれた、カクテルコンテストの優勝作品である。当時コペンハーゲンで生産されていたリキュールであるチェリー・ヒーリングを使用していたことが、このカクテルのコンテストでの評価を高めたとも言われる。

## チェリー・ヒーリングを使ったカクテル
- キス・イン・ザ・ダーク
- シンガポール・スリング
- チェリーブロッサム
- ポーラー・ショート・カット